# Assedio di Bharatpur (1805)
L'assedio di Bharatpur ebbe luogo tra il 2 gennaio e il 22 febbraio 1805 nello stato principesco indiano di Bharatpur, durante la seconda guerra anglo-maratha. I tentativi di assalto alla fortezza da parte delle forze della Compagnia britannica delle Indie orientali, guidate dal generale Gerard Lake, furono respinti quattro volte.

## Contesto
Il sovrano di Bharatpur, Ranjit Singh, che aveva promesso di allearsi ai britannici, si alleò invece con il sovrano dello Stato di Indore, Yashwant Rao Holkar I, a sua volta alleato dell'Impero Maratha. Holkar, dopo la vittoria sui britannici nella battaglia di Deeg, aveva subito una battuta d'arresto con l'assedio di Deeg. Tuttavia Ranjit Singh si schierò apertamente con lui dopo la vittoria nella battaglia di Monson. Lake arrivò alla fortezza di Bharatpur il 2 gennaio 1805.

## Assedio
Il bombardamento britannico iniziò il 7 gennaio 1805 e una breccia fu aperta il 9 gennaio. Il primo assalto britannico, guidato dal colonnello Ryan, dal maggiore Hawkes e dal tenente colonnello Maitland, ebbe luogo quella stessa notte. L'assalto fallì e i britannici ebbero 400 vittime, tra cui Maitland, che fu ferito a morte. Anche un secondo attacco, il 16 gennaio, fu respinto dopo che i Maratha avevano riempito d'acqua il fossato della fortezza. Le perdite britanniche ammontarono a 500 vittime, compreso il tenente colonnello MacRoy, che aveva comandato l'assalto. Lake continuò comunque a ricevere rifornimenti e rinforzi, tra i quali i 1600 uomini al comando del maggior generale Jones. Questi rinforzi aiutarono Lake ad affrontare Amir Khan, generale di Holkar, che stava facendo incursioni nel Bundelkhand. Il 20 febbraio fallì un terzo assalto, e il giorno successivo ne fallì un quarto. Complessivamente i quattro assalti costarono ai britannici 3292 vittime. “La cosa peggiore fu che molti dei feriti furono lasciati indietro, dove erano caduti. I difensori uscirono dal forte e li uccisero”.

## Conseguenze
Ranjit Singh decise di accettare un'offerta britannica e pagò agli inglesi un indennizzo che gli permise di conservare tutti i suoi possedimenti, compresa Deeg. Stretto tra tre eserciti britannici, guidati da Lake, Jones e dal colonnello Ball, Holkar inviò degli emissari a Lake e il 24 dicembre 1805 firmò un trattato, con il quale rinunciava a qualsiasi rivendicazione su Tonk, Rampura e Bundi.

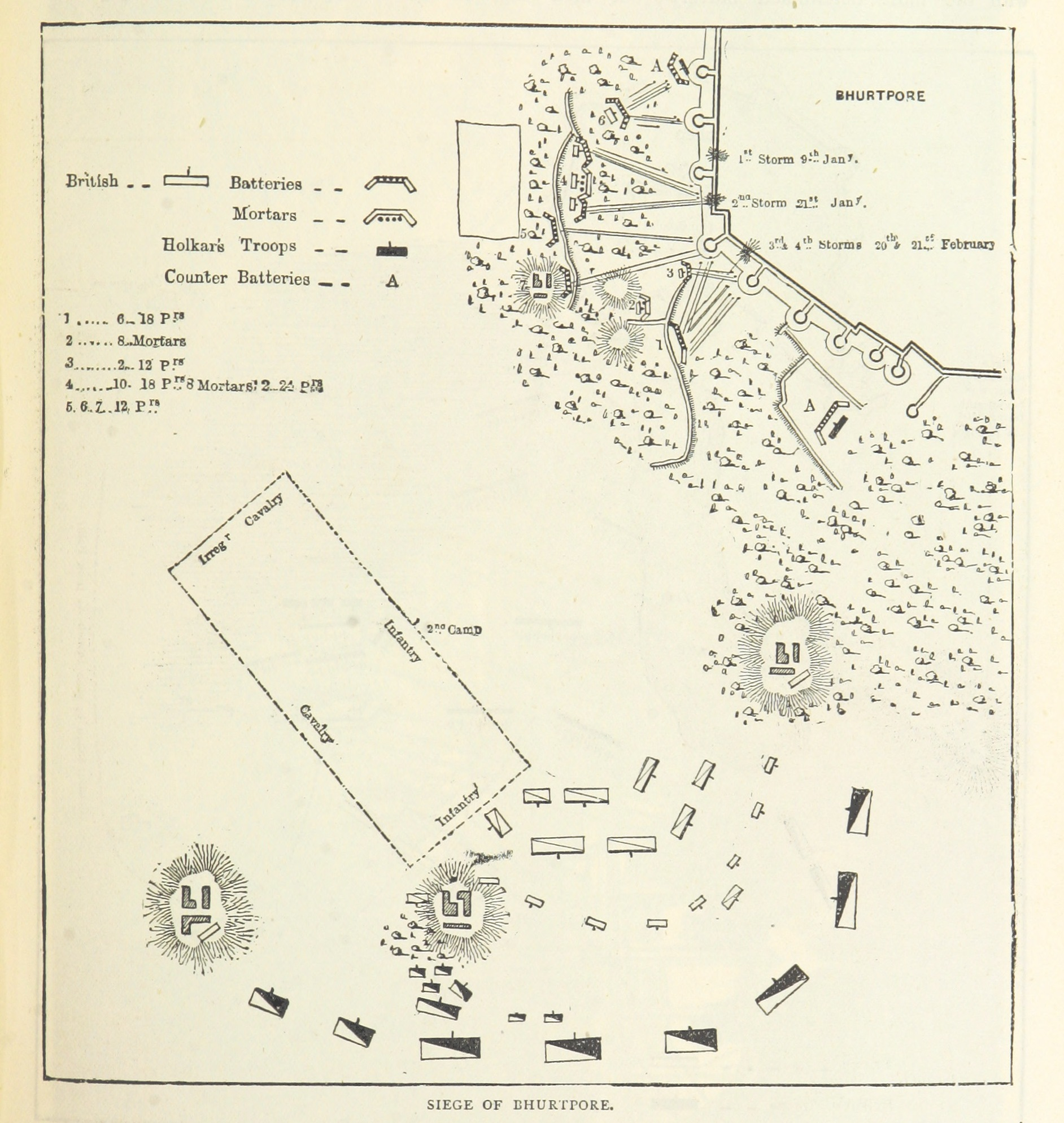
Assedio di Bharatpur
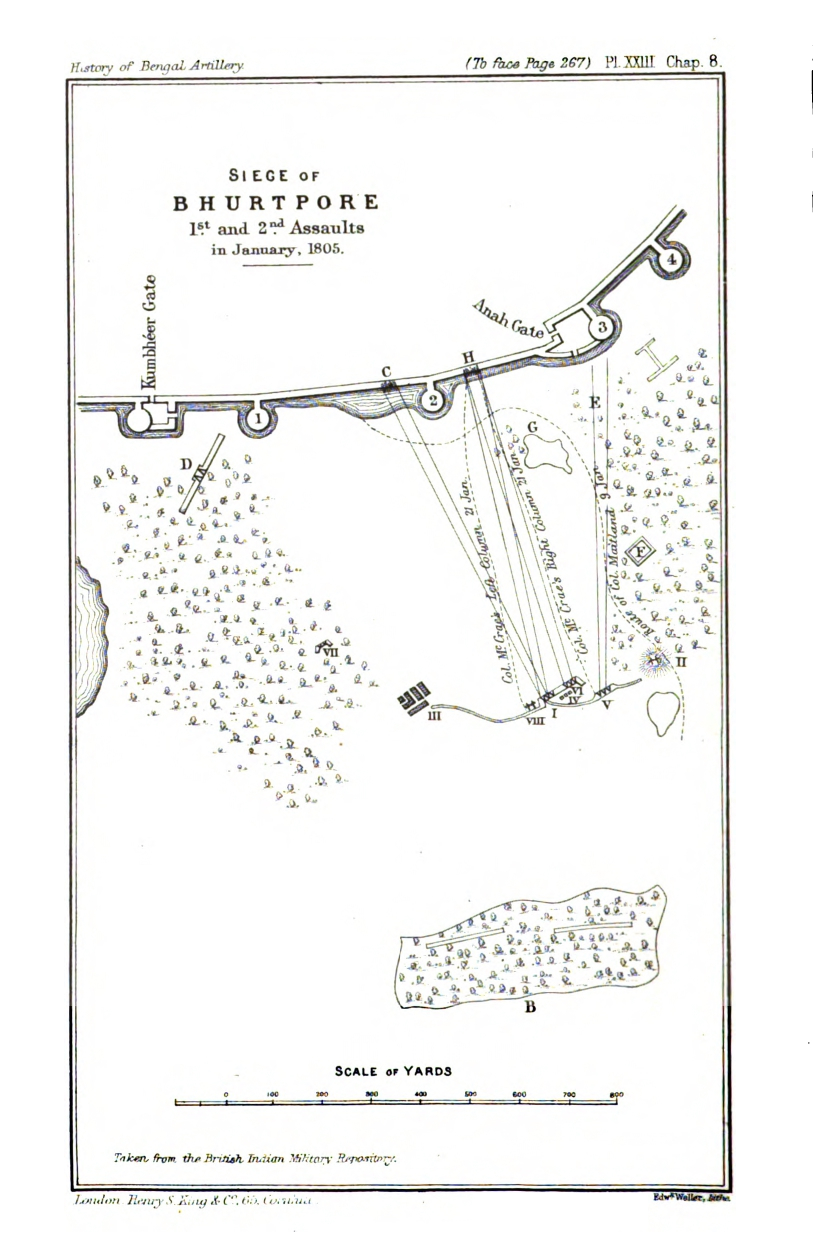
Primo e secondo assalto
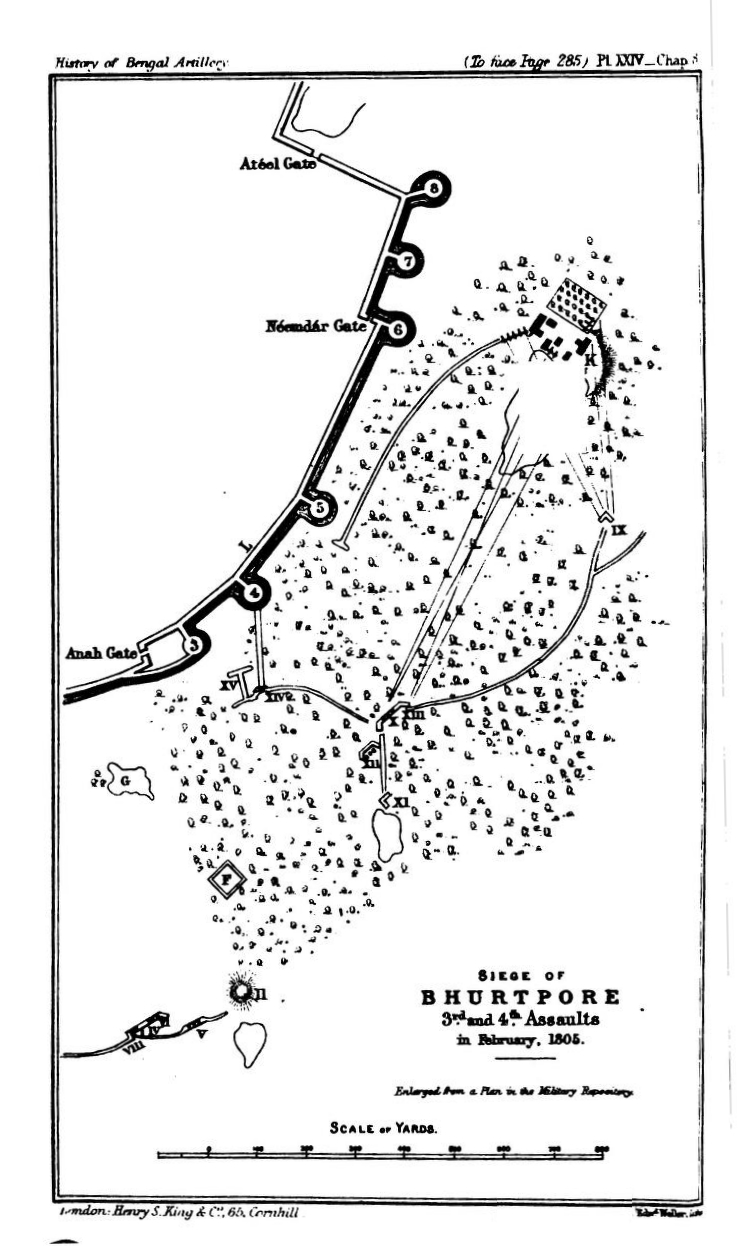
Terzo e quarto assalto